# Anne-Laure Bellard
Anne Laure Poli-Bellard (ur. 2 marca 1982) – francuska judoczka. Zajął piąte miejsce na mistrzostwach świata w 2014, a także pierwsza w drużynie w 2014. Startowała w Pucharze Świata w latach 2001, 2002, 2008-2013 i 2015. Srebrna medalistka mistrzostw Europy w drużynie w 2013. Wicemistrzyni Europy juniorów w 2013. Mistrzyni Francji w 2013 roku.